# Stimpfach
Stimpfach település Németországban, azon belül Baden-Württembergben. Lakosainak száma 3092 fő (2023. december 31.).

## Népesség
A település népessége az elmúlt években az alábbi módon változott:
| Lakosok száma | 2103 | 2448 | 2429 | 2344 | 2443 | 3039 | 3091 | 3056 | 2946 | 3092 |
|               | 1961 | 1967 | 1974 | 1980 | 1987 | 1993 | 2000 | 2006 | 2013 | 2023 |